# Reiko Oshida
Reiko Oshida (大信田礼子?, Oshida Reiko; Kyōto, 10 settembre 1948) è un'attrice e cantante giapponese.
È conosciuta principalmente per aver interpretato alcuni film appartenenti al genere Pinky violence.

## Biografia
Nel 1966 la Oshida vinse il primo premio all'International Teen Princess Pageant, quindi debuttò nel cinema interpretando un ruolo in Tairiku nagaremono, diretto da Kosaku Yamashita. Il suo primo ruolo importante fu in Delinquent Girl Boss: Blossoming Night Dreams, diretto nel 1970 da Kazuhiko Yamaguchi, considerato il primo film appartenente al Pinky Violence. Nel 1971, la Oshida interpretò Delinquent Girl Boss: Worthless to Confess, quarto e ultimo film della serie Delinquent Girl Boss.
Diversamente dalle altre attrici del Pinky Violence, Reiko Oshida non apparve mai nuda nei film del genere. Nel 2005 tornò ad interpretare un ruolo dopo quindici anni, in Satoru: Fourteen.
Alla carriera di attrice, Reiko Oshida ha affiancato negli anni settanta una breve carriera come cantante J-pop, incidendo numerosi brani per la Sony Music.

## Filmografia parziale
- Tairiku nagaremono di Kosaku Yamashita (1966)
- School for Thieves (Kigeki: dôrobô gakkô) di Taro Yuge (1968)
- Quick-draw Okatsu (Yoen dokufuden: Hitokiri okatsu) di Nobuo Nakagawa (1969)
- Playgirl (serie TV, 1 episodio) (1969)
- Delinquent Girl Boss: Blossoming Night Dreams (Yume Wa Yoru Hirakua) di Kazuhiko Yamaguchi (1970)
- Crimson Bat - Oichi: Wanted, Dead or Alive (Mekurano Oichi inochi moraimasu) di Hirokazu Ichimura (1970)
- Delinquent Girl Boss: Worthless to Confess (Zubekô banchô: zange no neuchi mo nai) di Kazuhiko Yamaguchi (1971)
- Jealousy Game (Jerashî gêmu) di Yoichi Higashi (1982)
- Jigoru koppu: roppongi Akasaka bishoinen kurabu di Takemitsu Sato (1990)
- Mayumi: Virgin Terrorist (Mayumi) di Sang-ok Shin (1990)
- Satoru: Fourteen (Shonen to hoshi to jitensha) di Susumu Fukuhara (2005)